# Machawe Dlamini
Machawe Dlamini (ur. 8 sierpnia 1992 w Lobambie) – suazyjski piłkarz grający na pozycji pomocnika. Od 2014 jest zawodnikiem klubu Royal Leopards FC.

## Kariera klubowa
Swoją karierę piłkarską Dlamini rozpoczął w klubie Midas City FC. W sezonie 2010/2011 zadebiutował w jego barwach. Grał w nim do 2014 roku. W 2014 przeszedł do Royal Leopards FC. Wywalczył z nim cztery tytuły mistrza kraju w sezonach 2014/2015, 2015/2016, 20120/2021 i 2021/2022 i wicemistrzostwo w sezonie 2018/2019.

## Kariera reprezentacyjna
W reprezentacji Eswatini Dlamini zadebiutował 9 lutego 2011 w przegranym 0:4 towarzyskim meczu z Zambią. Od 2011 do 2019 wystąpił w kadrze narodowej 44 razy i strzelił 1 gola.